# Colegio Militar (estación)
Colegio Militar es una de las estaciones que forman parte del Metro de la Ciudad de México, perteneciente a la Línea 2. Se ubica al poniente de la Ciudad de México, en la alcaldía Miguel Hidalgo.

## Información general
El icono representa la silueta del escudo del Heroico Colegio Militar. Su salida sur se encuentra al costado del viejo Colegio Militar de Popotla, de allí viene su nombre.
Las autoridades del Metro tienen pensado ampliar la Línea B hasta esta estación, partiendo desde Buenavista, pero no se ha confirmado nada al respecto.
Ubicada en la calzada México-Tacuba esquina con la avenida Felipe Carillo Puerto. La estación es operada por el STC.
Anunciada por primera vez como parte de la línea dos en la década de los sesenta, la estación se incorporó a la Etapa 1 de la construcción de la línea en 1970. La estación se inauguró el 14 de septiembre de 1970. El nombre y diseño del icono de la estación hacen referencia al Heroico Colegio Militar que se encuentra afuera de su ubicación. Colegio Militar recorre un tramo de aproximadamente 710 metros en dirección a Cuatro Caminos; y 560 metros hacia Tasqueña. Su afluencia es la tercera menos concurrida de la línea 2 con 795 563 pasajeros registrados en el 2022.

### Afluencia
En 2014 la estación presentó una afluencia promedio anual de 13,639 personas.
| Tipo de día   | Afluencia promedio |
| ------------- | ------------------ |
| Día laboral   | 16,292             |
| Fin de semana | 7,942              |
| Día festivo   | 5,194              |
| Total anual   | 13,639             |

La siguiente tabla muestra la afluencia de la estación en los últimos 10 años:
| Afluencia Anual de Pasajeros | Afluencia Anual de Pasajeros | Afluencia Anual de Pasajeros | Afluencia Anual de Pasajeros | Afluencia Anual de Pasajeros | Afluencia Anual de Pasajeros |
| ---------------------------- | ---------------------------- | ---------------------------- | ---------------------------- | ---------------------------- | ---------------------------- |
| Año                          | Afluencia                    | A Diario                     | Ranking                      | Incremento                   | Ref.                         |
| 2024                         | -                            | -                            | -                            | -                            |                              |
| 2023                         | 4,689,088                    | 12,846                       | 101°/187                     | +18.73%                      | [ 4 ]                        |
| 2022                         | 3,949,244                    | 10,819                       | 109°/175                     | +86.42%                      | [ 5 ]                        |
| 2021                         | 2,118,471                    | 5,804                        | 136°/195                     | -22.40%                      | [ 6 ]                        |
| 2020                         | 2,730,098                    | 7,459                        | 126°/195                     | -44.62%                      | [ 7 ]                        |
| 2019                         | 5,575,408                    | 15,275                       | 119°/195                     | -0.31%                       | [ 8 ]                        |
| 2018                         | 5,592,756                    | 15,322                       | 119°/195                     | +1.47%                       | [ 9 ]                        |
| 2017                         | 5,511,466                    | 15,099                       | 115°/195                     | -0.81%                       | [ 10 ]                       |
| 2016                         | 5,556,209                    | 15,180                       | 118°/195                     | -3.43%                       | [ 11 ]                       |
| 2015                         | 5,753,827                    | 15,763                       | 109°/195                     | -0.36%                       | [ 12 ]                       |

### Anual
Según datos oficiales, la estación recibía en promedio 6 000 000 de pasajeros, sin embargo, tras la pandemia de COVID-19 y posterior cuarentena en la Ciudad de México, su afluencia se redujo significativamente en 2019, alcanzando 1 395 928 usuarios en comparación al año anterior, donde alcanzó 5 592 756. Para 2021 alcanzó su mínimo histórico de afluencia registrando tan solo 305 058 usuarios. En 2011 recibió su máximo histórico registrando 7 090 515 pasajeros.

## Conectividad

### Salidas
- Calzada México-Tacuba esquina con Avenida Felipe Carrillo Puerto (a un costado de las instalaciones del Antiguo Colegio Militar), Colonia Anáhuac.
- Calzada México-Tacuba esquina con Avenida Felipe Carrillo Puerto, Colonia Anáhuac.
- Calzada México Tacuba n.º 235 Colonia Un Hogar Para Nosotros.

## Sitios de interés
- Universidad del Ejército y Fuerza Aérea Mexicanos
- Escuela Superior de Comercio y Administración
- Capilla Merced de las Huertas